# Lijst van voetbalinterlands Barbados - El Salvador (vrouwen)
Deze lijst van voetbalinterlands is een overzicht van alle officiële voetbalinterlands tussen de nationale vrouwenteams van Barbados en El Salvador. De landen hebben tot nu toe één keer tegen elkaar gespeeld.

## Wedstrijden
| № | Plaats       | Datum        | Competitie                                       | Wedstrijd              | Uitslag |
| - | ------------ | ------------ | ------------------------------------------------ | ---------------------- | ------- |
| 1 | San Salvador | 8 april 2022 | Noord-Amerikaans kampioenschap 2022 kwalificatie | El Salvador − Barbados | 2 − 0   |

## Samenvatting
| Competitie                                  | Totaal gespeeld | Winst Barbados | Gelijk | Winst El Salvador | Doelsaldo Barbados – El Salvador |
| ------------------------------------------- | --------------- | -------------- | ------ | ----------------- | -------------------------------- |
| Noord-Amerikaans kampioenschap kwalificatie | 1               | 0              | 0      | 1                 | 0 − 2                            |
| Totaal                                      | 1               | 0              | 0      | 1                 | 0 − 2                            |